# Лабрусс, Николай Ипполит
Николай Ипполит Лабрусс (фр. Nicolas-Hippolyte Labrousse; 1807 — 1871) — французский адмирал и морской инженер.
Ему принадлежит большое количество изобретений, применённых во французском флоте, в 1840 он подготовил план боевого корабля с винтовым ходом и боевым форштевнем, в 1834 изобрёл сферические патроны, в 1844 подготовил план первого французского большого железного судна «Chaptal», ввёл полые мачты для броненосцев (1838), помещение машин на пароходах под ватерлинией и т. п.